# 耶稣会中国中心

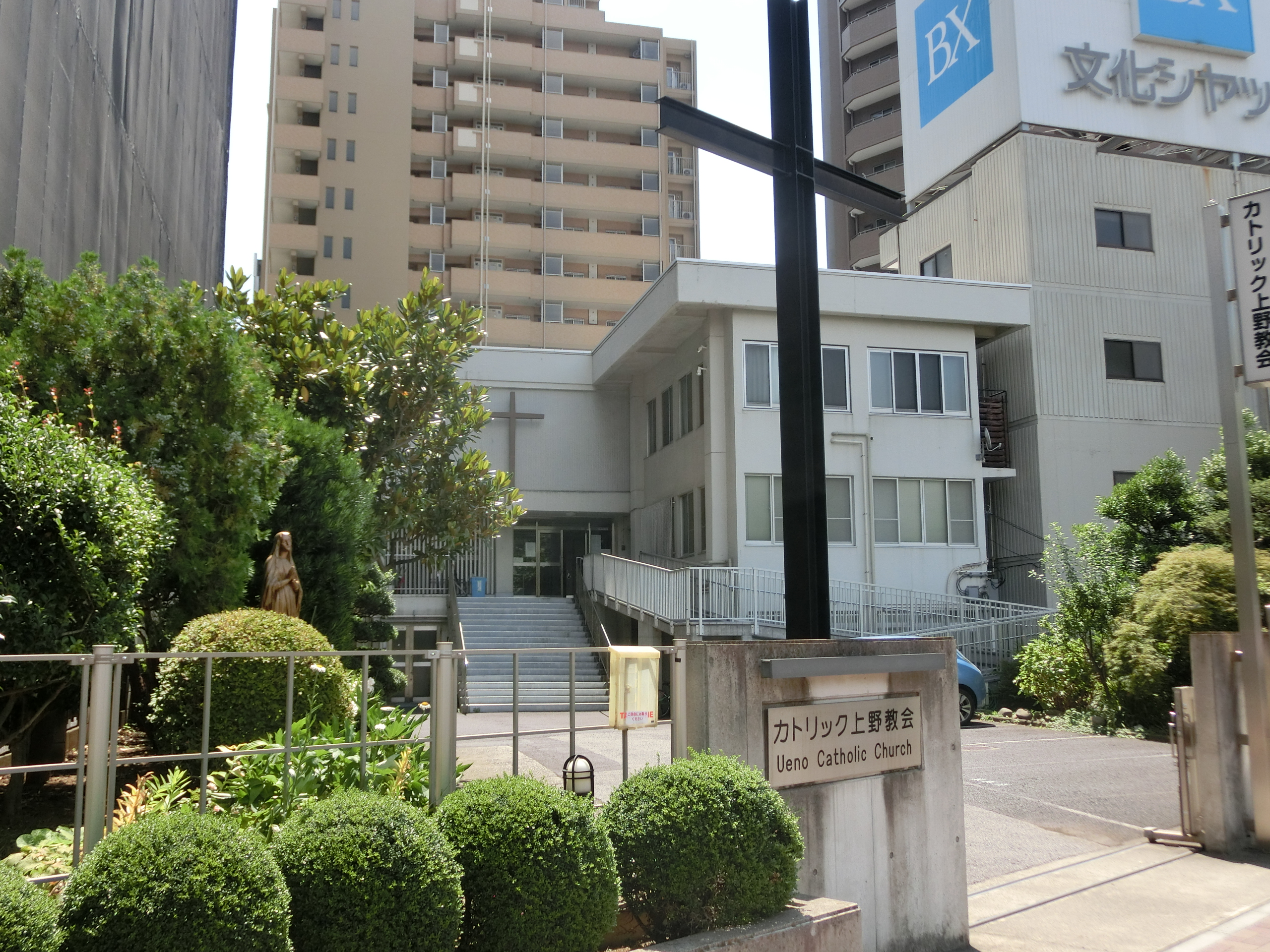
耶稣会中国中心所在的上野教会

耶稣会中国中心是天主教东京总教区上野教会所属的一个团体，以服务在日华人天主教信众为主旨，举行中文弥撒等各类活动。

## 历史
1984年，应留学生余心汉和朱春瑟，以及拯亡会的土屋路子修女和高木夫妇请求，迪特思（英語：Robert M. Deiters）神父在上智大学开设每月一次的中文弥撒。1991年，耶稣会中国中心在日本东京都中野区若宮2-60-21成立。2001年4月，耶稣会中国中心迁至上野教会。